# Irache Quintanal
Irache Quintanal Franco (Reus, España, 18 de septiembre de 1978) es una deportista española que compite en atletismo, especializada en pruebas de lanzamiento. La especialidad en la que mejor desarrolla sus cualidades es el lanzamiento de peso. 
Fue Campeona de España de lanzamiento de peso, tanto al aire libre como en pista, en cuatro (2002, 2003, 2004 y 2007) y dos ocasiones (2003 y 2007), respectivamente, además de Campeona de España de lanzamiento de disco en 2004, 2006 y 2007. Durante la celebración del Criterium Josep Campmany en julio de 2007,  se convirtió en la nueva plusmarquista de España de lanzamiento de peso al superar en tres centímetros —18,2 metros— el anterior récord que ostentaba Martina de la Puente desde 1999.
Participó en los Juegos Olímpicos de Atenas 2004 y Pekín 2008, donde fue la única representante femenina de España en la prueba de peso. En ambos no superó la ronda clasificatoria, con un lanzamiento de 15,99 metros —29.ª posición— en Atenas y tres nulos en Pekín.